# いい旅・夢気分
『いい旅・夢気分』（いいたびゆめきぶん）は、1986年4月16日から2013年9月18日までテレビ東京で毎週水曜日の20:00 - 20:54（JST）に放送されていた紀行番組。本記事では、次シリーズで2013年10月9日から2015年3月11日まで放送された『にっぽん!いい旅』（にっぽんいいたび）についてもここで述べる。
全編ハイビジョン制作で、テレビ東京系列、他一部の地方局およびBSジャパンでは字幕放送を行っている。BSジャパンでも地上波放送の翌週月曜日19時55分から放送され、一部地域とBSジャパンでは再放送も行われている。また、かつて同時ネットのTXN系列局の地上デジタル放送では番組連動データ放送が行われていた。
2007年10月3日放送分で放送開始から1000回目を、2011年4月に放送開始25周年を迎えた長寿番組である。そして2012年3月21日放送分で放送1200回を迎え、3時間スペシャルが放送された。

## 概要
この番組が製作されたのは、メインスポンサーであったヤマト運輸の提案が契機であった。
レポーターの出演回数は、目黒祐樹の20回が最多。丹波義隆と荻島眞一の19回、山内賢の18回、大和田伸也（現在ナレーター）の16回、小松みどりと奈美悦子の15回、細川ふみえの14回、杉田かおるの13回と続く（2006年4月11日現在）。
最高平均視聴率はザ・ドリフターズの仲本工事らが出演した1988年10月26日放送の「紅葉コスモスの八ケ岳 清里」の17.4%（2006年4月11日現在）。
本番組のエグゼクティブプロデューサーである不破敏之は「ロケ地を入念に下調べし、景色や料理を美しく撮ることにこだわっている」と話している。事前取材には毎回3週間かけられ、30分テープで40本分ほど費やすとのこと。

### いい旅・夢気分
複数の著名芸能人が旅人となり、その季節に併せた観光地めぐりを楽しみつつ、旅館（ホテル）・温泉・料理・スイーツなどその観光地に関連する情報を提供する。また、当初は、必ず男女芸能人2人のカップルまたは3人（家族の場合は4人の時もあり、特に拡大版では大人数で旅することが多い）であったが、近年は男性同士、女性同士の芸能人2人の場合が多い。原則として公共交通機関（電車・バス等）を使い、自家用車を運転することは少ない。テレビ東京と同時ネットされている放送局及びBSジャパンでは、宿泊券のプレゼントのコーナーがあった（はがきまたはテレメールで応募）。
1986年4月16日に放送が開始され、当初は20時台の放送だった。1990年10月には20時台にバラエティ番組や連続ドラマを放送する関係で19時開始に変更、2001年10月からは19時台にアニメ枠開設のため再び20時開始になった。
なお、放送20年目に入った2005年4月からは放送時間が6分拡大されて20:00 - 21:00（後に20:00-20:54）に変更されているが、最近では番組改編期である春と秋を中心に1 - 2か月に1度の割合で、21・22時台の『水曜ミステリー9』を休止して2時間あるいは3時間の拡大版を放送することもある。2011年12月以降は前述の水曜ミステリー9の休止が減ったためほぼ毎週休まずに放送されている。
放送25年目に入った2010年4月7日放送分から番組のタイトルロゴを一新。2010年10月からは再び番組のタイトルロゴを一新し、これと同時に、「美しき日本の旅」のサブタイトルがつき、同名のシリーズもスタート、これに伴いオープニングタイトルのCGは廃止された。
2013年9月18日までは『いい旅・夢気分』の番組名で放送され、2010年10月からのタイトルロゴ上での表記は『いい旅夢気分』となっていた。

### にっぽん!いい旅
2013年10月9日から、番組タイトルを『にっぽん!いい旅』に改題し、旅情報をガイドブックのように充実させたリニューアルを行い、ナレーターも大和田伸也から陣内孝則に交代した。
『いい旅・夢気分』としては最後の放送になった2013年9月18日放送分も普段通りの1時間の放送で番組のラストにナレーションの大和田から「次回からはにっぽん!いい旅…（中略）…ご期待下さい」と簡単な挨拶があったくらいであった。
改題後の拡大版は、引き続き『水曜ミステリー9』を休止しての放送だったが、2014年4月より直前の水曜19時台がアニメ2本立てから、1時間音楽系バラエティ番組『THEカラオケ★バトル』（18:57 - 19:55）に代わった事で、19時台からの放送に変更、それも『カラオケ★バトル』との交互SPが増えた。またその2時間SPも、2014年内は19:55の各局別ミニ番組（関東地区は『すけっち』）を20:49に繰り下げて、18:57 - 20:49で放送していたが、2015年からはミニ番組を20:10 - 20:14に縮小繰り下げして「内包」し、20:54まで放送する様に変わった。

### レギュラーシリーズの終焉
サラリーマンや高齢者層を中心に安定した支持を得ていた番組だったが、2015年3月11日をもって終了。これにより、1986年4月に『いい旅・夢気分』から始まった「いい旅」シリーズは29年の歴史に幕を下ろした。後継番組はバラエティ番組の『ソレダメ!〜あなたの常識は非常識!?〜』。最終回にあたる2015年3月11日放送分は2時間特番だったが番組のラストでは簡単な挨拶さえもなかった。

### スペシャル
しかし、視聴者から番組終了を惜しむ声が多く寄せられレギュラー放送終了後は不定期特番「いい旅スペシャル」として放送されている。さらに2017年以降は「いい旅・夢気分」の番組タイトルを復活させている。2018年12月2日はBSテレビ東京にて初の特番が放送された。
新緑の絶景 いい旅スペシャル
2015年05月13日（水） 18:57 - 20:10（1部）と20:14 - 20:54（2部）に放送。
夏の絶景 いい旅スペシャル
2015年07月26日（日） 18:30 - 20:54に放送。
紅葉の絶景 いい旅スペシャル
2015年11月02日（月） 18:57 - 21:00に放送。
土曜スペシャル「いい旅・夢気分スペシャル」
2017年01月28日（土） 18:30 - 20:54に放送。
2017年04月01日（土） 18:30 - 20:54に放送。
2017年11月25日（土） 18:30 - 20:54に放送。
2018年03月17日（土） 18:30 - 20:54に放送。
2018年11月10日（土） 18:30 - 20:54に放送。
2019年06月15日（土） 18:30 - 20:54に放送。
2019年11月02日（土） 18:30 - 20:54に放送。
4K放送スタート記念 いい旅・夢気分～4K映像でめぐる感動の大絶景SP～
2018年12月02日（日） 18:00 - 20:54に放送。
土曜スペシャル「いい旅・夢気分 太川蛭子SP」
2019年06月08日（土） 18:30 - 19:54に放送。
土曜スペシャル「いい旅・夢気分 美しきニッポンの四季SP」
2020年05月16日（土） 18:30 - 19:54に放送。
土曜スペシャル「いい旅・夢気分 緑まばゆい初夏の絶景SP」
2020年05月30日（土） 18:30 - 20:54に放送。
土曜スペシャル「いい旅・夢気分SP ～紅葉2020～片岡愛之助も栃木へ」
2020年11月07日（土） 18:30 - 20:54に放送。
土曜スペシャル「ニッポンの冬 雪見の名湯＆絶景露天SP ～いいお湯・夢気分～」
2021年02月06日（土） 18:30 - 19:54に放送。
土曜スペシャル「2021美しきニッポンの紅葉めぐり～」
2021年011月06日（土） 18:30 - 20:54に放送
土曜スペシャル「いい旅・夢気分　2022秋～紅葉めざして乗り継ぎ旅SP～」
2022年011月012日（土） 18:30 - 20:54に放送

### 派生番組
『いい旅・夢気分』（『にっぽん!いい旅』）のパートを埋める連続番組が、『太川蛭子の旅バラ』として2019年4月より復活した（2020年1月より『水バラ』と改題）。

## 出演者

### ナレーション
- 大和田伸也（1996年10月 - 2013年9月18日、2015年11月2日） - 通常はナレーションの担当だが、拡大版放送時はレポーターとして画面に登場することもある。2007年10月3日放送のスペシャルや2012年2月22日放送分で弟の獏と共演した。妻の五大路子もゲストで旅する事がある。
- 陣内孝則（2013年10月9日 - 2015年3月11日）[9]
- 須黒清華（テレビ東京アナウンサー、2013年10月9日 - 2015年3月11日）
- 大和田獏（2012年3月14日放送分のみ）
- 宮崎美子（2017年1月28日、4月1日、11月25日、2020年5月30日、2021年11月6日放送分）

## 過去の出演者

### 司会者
番組が開始された1986年4月から9月までの半年は、番組の最後に旅のまとめをスタジオから行っていた（前半に旅を紹介し、番組内で2度出演の回もあった）。近石真介、刀根麻理子の二人がモニターの前にすわり、その回の旅について（時には地図を示しながら）おさらいをする方式であった。近石は旅の中のナレーションも担当し、刀根はスタジオ出演のみであった。地元名産の番組プレゼントの紹介も二人が行っていた。二人は「司会」として番組のテロップに表示されていた。両者とも、この方式でなくなってから、レポーターとしても出演していた。1986年10月以降、司会者は置かれず、基本的にナレーションのみで番組が進行している。
- 近石真介（1986年4月 - 9月）
- 刀根麻理子（1986年4月 - 9月）

### ナレーション
- 近石真介（ナレーション担当）

## レポーター
「いい旅・夢気分」時代を含めて旅人として出演した芸能人・有名人のみを挙げる。五十音順。

## 以前のエンディングテーマ
- うそつき/古内東子
- 死ぬまで君を離さない/KAN
- 渡良瀬橋/森高千里
- 休みの午後/森高千里
- 最後のKISS/谷村有美
- 紅葉前線/麻生詩織
- 悲しみよ一粒の涙も/高山厳
- LONE SONGはいらない/平山みき
- 13月の雨/清水綾子
- 13月の雨/羅勲児
- 幸せになります/城之内早苗
- 鳩/小柳ルミ子
- 帰りたい場所/佐田玲子
- 海側の景色/鈴木康博
- 帰郷/永井龍雲
- たずね人/山崎ハコ
- 気にせんといて/マキ凛子
- 春に追われて/堀内孝雄
- 僕らのレインボウ/マキ凛子
- さよならHappy Tears/須藤薫
- 君の瞳はそのままで/稲垣潤一
- 夢の果てるまで〜till the dreamings done〜/柳ジョージ
- Tomorrow/MACHIKO
- 恋の味/What's Love?
- 渡良瀬橋/松浦亜弥
- 道しるべ/仲村瑠璃亜
- ひらひらと/普天間かおり
- 守りたいもの/普天間かおり
- 冒険者たち/白鳥マイカ
- 道/イノトモ
- Turn Around/MELA
- この街で/城之内早苗 with 布施明
- 千本桜/rain book
- 空の華/rain book
- なないろ/落合みつを
- 雪あかり/rain book
- 限りある中で/岩下直人
- 真夏の夜の夢/rain book
- 生きてく強さ/真季

## ネット局と放送時間
| 放送対象地域  | 放送局                        | 系列             | 放送時間                        | 放送形態   | 備考                                              |
| ------------- | ----------------------------- | ---------------- | ------------------------------- | ---------- | ------------------------------------------------- |
| 関東広域圏    | テレビ東京（TX）              | テレビ東京系列   | 水曜 20:00 - 20:54              | 制作局     |                                                   |
| 北海道        | テレビ北海道（TVh）           | テレビ東京系列   | 水曜 20:00 - 20:54              | 同時ネット | [ 26 ]                                            |
| 愛知県        | テレビ愛知（TVA）             | テレビ東京系列   | 水曜 20:00 - 20:54              | 同時ネット |                                                   |
| 大阪府        | テレビ大阪（TVO）             | テレビ東京系列   | 水曜 20:00 - 20:54              | 同時ネット |                                                   |
| 岡山県 香川県 | テレビせとうち（TSC）         | テレビ東京系列   | 水曜 20:00 - 20:54              | 同時ネット |                                                   |
| 福岡県        | TVQ九州放送（TVQ）            | テレビ東京系列   | 水曜 20:00 - 20:54              | 同時ネット | [ 27 ]                                            |
| 岐阜県        | 岐阜放送（GBS）               | 独立局           | 水曜 20:00 - 20:54              | 同時ネット |                                                   |
| 三重県        | 三重テレビ（MTV）             | 独立局           | 水曜 20:00 - 20:54              | 同時ネット |                                                   |
| 滋賀県        | びわ湖放送（BBC）             | 独立局           | 水曜 20:00 - 20:54              | 同時ネット |                                                   |
| 奈良県        | 奈良テレビ（TVN）             | 独立局           | 水曜 20:00 - 20:54              | 同時ネット |                                                   |
| 和歌山県      | テレビ和歌山（WTV）           | 独立局           | 水曜 20:00 - 20:54              | 同時ネット |                                                   |
| 青森県        | 青森テレビ（ATV）             | TBS系列          | 金曜 15:50 - 16:45              | 遅れネット | [ 28 ]                                            |
| 宮城県        | 東北放送（TBC）               | TBS系列          | 土曜 10:25 - 11:25              | 遅れネット |                                                   |
| 山形県        | テレビユー山形（TUY）         | TBS系列          | 土曜 13:00 - 13:54              | 遅れネット |                                                   |
| 石川県        | 北陸放送（MRO）               | TBS系列          | 月曜 13:55 - 14:50              | 遅れネット | 1990年4月7日に土曜 9:30 - 10:30の枠でネット開始。 |
| 広島県        | 中国放送（RCC）               | TBS系列          | 月曜 10:00 - 11:00              | 遅れネット | [ 31 ]                                            |
| 熊本県        | 熊本放送（RKK）               | TBS系列          | 水曜 9:55 - 10:50               | 遅れネット |                                                   |
| 岩手県        | 岩手朝日テレビ（IAT）         | テレビ朝日系列   | 土曜 10:50 - 11:45              | 遅れネット |                                                   |
| 秋田県        | 秋田テレビ（AKT）             | フジテレビ系列   | 土曜 10:00 - 10:55              | 遅れネット |                                                   |
| 新潟県        | 新潟総合テレビ（NST）         | フジテレビ系列   | 木曜 14:00 - 14:55              | 遅れネット | 現・NST新潟総合テレビ                             |
| 福島県        | 福島中央テレビ（FCT）         | 日本テレビ系列   | 金曜 9:30 - 10:25               | 遅れネット |                                                   |
| 山梨県        | 山梨放送（YBS）               | 日本テレビ系列   | 土曜 10:30 - 11:25              | 遅れネット |                                                   |
| 山口県        | 山口放送（KRY）               | 日本テレビ系列   | 水曜 9:30 - 10:25               | 遅れネット |                                                   |
| 愛媛県        | 南海放送（RNB）               | 日本テレビ系列   | 土曜 16:00 - 16:55              | 遅れネット |                                                   |
| 高知県        | 高知放送（RKC）               | 日本テレビ系列   | 木曜 9:55 - 10:50               | 遅れネット |                                                   |
| 鹿児島県      | 鹿児島読売テレビ（KYT）       | 日本テレビ系列   | 火曜 15:53 - 16:53              | 遅れネット |                                                   |
| 全国放送      | BSジャパン（BSJ）             | BS放送           | 月曜 18:00 - 19:00              | 遅れネット | [ 32 ]                                            |
| 米国ハワイ州  | NGN （Nippon Golden Network） | ケーブルテレビ局 | 月曜 20:35 - 21:25 （現地時間） | 遅れネット |                                                   |

### 不定期ネット局
- 福井放送（FBC）：NNS - 主として土曜または日曜の午後に放送。以前はレギュラー放送されていた。
- 信越放送（SBC）：JNN - 2009年4月、テレビ信州（TSB）からネット移行。土日などに不定期放送。
- テレビ長崎（KTN）：FNS - 以前はレギュラー放送していた。
- 山陰放送（BSS）：JNN - 2013年4月までレギュラー放送していた。
- 宮崎放送（MRT）：JNN - 以前は金曜 15:00 - 15:55でレギュラー放送されていた。
- 静岡第一テレビ（SDT）：NNS - 以前はレギュラー放送していた。
- 四国放送（JRT）：NNS - 以前はレギュラー放送していた。

### 過去のネット局
- テレビ岩手（TVI）
- 山形テレビ（YTS）
- 長野放送（NBS）（1989年3月時点で土曜 13:00 - 13:54にて放送）[33]→テレビ信州（TSB）
- 静岡放送（SBS）
- 北日本放送 （KNB）
  - 1988年1月16日にネット開始[34]。2014年3月29日で打ち切り[35]。
- 広島テレビ（HTV）
  - 2010年9月で打ち切り。
- 鹿児島テレビ（KTS）
- テレビ熊本（TKU）
- 長崎放送（NBC）

### その他
- 京都府、兵庫県、徳島県、大分県、佐賀県、沖縄県では地上波での放送はなかった。
- 広島県では広島テレビ放送（HTV）が2007年3月まで、月曜日の15:50 - 16:48に12日遅れで放送されていた。また、現在ネットしている中国放送（RCC）が最初にネットした時深夜に放送されていた時期もある。
- 山口放送（KRY）は2009年12月まで、水曜日の15:55 - 16:50に放送されていた。また、2008年3月ごろまでおよび2009年1月から同年12月までは「マウ印特選バラエティ」として放送されていた。
- 秋田テレビ（AKT）は一時期、月曜日の10:00 - 10:58に放送されていた。そのため、火曜日 - 金曜日は『どうーなってるの?!』をフルネットをしていたにもかかわらず、月曜日は10時台に放送してから、11時からの飛び乗りで放送していた。金曜日は同番組の翌週月曜日放送分の予告が放送されず、月曜日のオープニングも短縮版を放送していた。その後、本番組が土曜に移動したことにより、月曜も最終回までの1年ほどは完全ネットになった。2012年3月までは土曜日10:00 - 10:55に放送。
- 山形県では当時フジテレビ系列だった山形テレビ（YTS）が放送していたが、テレビ朝日系列にネットチェンジした際に一部のフジ系番組と共にテレビユー山形（TUY）に移行した。なお、TUYはゴルフ等のスポーツ中継やバラエティ番組などのスペシャル放送により、2010年10月より遅れ幅が1か月半に拡大している。
- テレビ東京ではかつて火曜日の12:35 - 13:30に再放送を行っていた。
- 三重テレビ放送（MTV）は2009年10月から、テレビ東京と同じ放送時間ながら別の回を放送していたが、2010年1月13日より同時ネットとなっている。
- 宮崎放送（MRT）は2008年3月まで、木曜日の14:55 - 15:50に放送され、その後2009年3月までは不定期に放送されていた。
- 鹿児島テレビ放送（KTS）は2009年9月30日の放送（遅れネット）をもって終了し、鹿児島読売テレビ（KYT）に移行している。
- 岩手県では、テレビ岩手（TVI）が1989年4月から1995年3月まで放送。その後1995年4月から不定期放送となり、1997年4月より毎週土曜の朝5時台でレギュラー放送を再開するも後に終了。2000年4月から岩手朝日テレビ（IAT）に移行してネットを再開した。また、IATは2009年4月からFCTと同様、同番組の番宣を頻繁に行っている。なお、3月11日の東日本大震災発生以後、IATの番組編成は特別編成となり「やじうまテレビ!」土曜版を臨時ネットしたため、IATでは一部の回については4月上旬に12:00から放送したものの、震災関連などの報道特別番組を優先するため、同番組は休止または枠移動となった回もあった。
- 熊本放送（RKK）はテレビ熊本（TKU）から放映権が移行され、2011年4月2日の2時間スペシャルから放送開始。翌週からは毎週水曜朝9:55からの放送となり、熊本県での同番組のレギュラー放送が数年ぶりに復活した。
- 東北放送（TBC）は2011年5月21日放送分まで、土曜9:30 - 10:30の放送だった。
- BSジャパンは日曜日の13:00 - 14:00に再放送を行っている（原則としてテレビ東京系列初回放送から11日遅れ。BSジャパンでの本放送からは6日後）。また、3時間スペシャルでは5日遅れでなく約1か月遅れて放送される場合がある。この場合は過去に放送されたレギュラー放送回を再放送扱いとして放送される（テレビ東京系列で本番組自体が休止となった場合も含む）。
- 山陰放送（BSS）は水曜日14:50 - 15:50に放送されていたが、2011年12月で打ち切り。その後、金曜日10:30 - 11:30の枠で復活したが、2013年4月で打ち切り。以降不定期で放送。
- 新潟総合テレビ（NST）は2014年9月まで、土曜 12:00 - 12:55に放送していた。

### 変遷
| 期間       | 期間       | 放送時間（日本時間）         | タイトル        |
| ---------- | ---------- | ---------------------------- | --------------- |
| 1986.04.16 | 1990.09    | 水曜日 20:00 - 20:54（54分） | いい旅・夢気分  |
| 1990.10    | 2001.09    | 水曜日 19:00 - 19:54（54分） | いい旅・夢気分  |
| 2001.10    | 2005.03    | 水曜日 20:00 - 20:54（54分） | いい旅・夢気分  |
| 2005.04    | 2010.03    | 水曜日 20:00 - 21:00（60分） | いい旅・夢気分  |
| 2010.04.07 | 2013.09.18 | 水曜日 20:00 - 20:54（54分） | いい旅・夢気分  |
| 2013.10.09 | 2015.03.11 | 水曜日 20:00 - 20:54（54分） | にっぽん!いい旅 |